# チチオトメ
『チチオトメ』（ちちおとめ）は、2014年2月18日に発売された原作・漫画たかのゆきによる日本の漫画。

## トランシット

### ストーリー
王様ゲームをしている複数の男女がいた。王様の命令で2番の小清水綾乃は5番へのパイズリを要求され、しかたなく綾乃は服を脱いだものの、彼女自身も乗り気であり、相手の顔に胸をうずめさせ、しかもノリに便乗した周囲の男にパンツの色の質問をされて答えてもいた。
パンツの色を外した男に自分のパンツを綾乃はかぶせるが、そこに「姉貴！」と驚く男、竜二が現れる。
竜二はたまたま通りかかって、この現場を発見して驚いたのである。
しかし、これは竜二が見ていた夢であった。友達から勃起していたことでエロい夢を見てたな、とからかわれ、竜二はムキになるが、後ろから頭をつかまれる。
合コンから帰ってきた姉の綾乃であった。綾乃は弟をからかい、自分の胸へうずめ、いうほど自分は遊んでいないと忠告するが、竜二はムキになり納得しなかった。

### 登場人物
小清水綾乃
ヒロイン。合コン好き。
小清水竜二
綾乃の弟。弟であるが姉にほれている。
浩之
竜二の友人。
春夫
竜二の友人。竜二からは「ハル」と呼ばれている。

## 妹だってヨメになりたい

### ストーリー
羽二重憂郎は、単身赴任で外国にいる父親から、何の前触れもなしに電話で再婚したことを報告され、憂郎からすれば新しい妹が出来ることも告げられた上で、自分と新しい妻は仕事で遅れるが、ひとまず先に、日本に妹がくる手筈となっており、その妹と空港で待ち合わせをさせられたことから物語は始まる。
羽二重家では憂郎の妹の一人、萌茄花は「新しい妹」がくることを懸念している一方で、もう一人の妹、華乃子は自分に自信を持って余裕綽々であった。
新しい家族のアンがイギリス人であることに驚く憂郎達だがすぐに打ち解ける。
イギリスで育ったアンが入浴しようとするが、日本のバスタブの使い方を知らないのをいいことに、アンの肉体を狙い、全裸をおがみたかった憂郎は「一緒に入浴をして使い方を教えるよ」という建前でアンをだまし、互いに全裸になり、憂郎はアンの裸を見ることに成功するが、妹たちの乱入により一線を越えることには失敗。
ムキになった妹たちはエッチな下着で憂郎を誘惑して巧みな口使いと入り乱れた3Pにより果てることに成功するものの、三人の営みは開いていた扉の隙間からアンにみられており、アンは兄妹で愛し合っている、その光景に驚いていた。

アンは三人の喘ぎ声がうるさくて毎日のように安眠できず、寝不足で元気をなくしているアンをみて（肝心の理由が自分たちにあることを知らない）憂郎と妹たちは気晴らしにアンと一緒に遊園地にいくことを決意。そして、これを機会にせっかくできた妹たちを守るために憂郎と話すことを決意するアン。
観覧車に憂郎とアンの二人きりで乗っているときに、とうとう憂郎に妹たちとの情事のことを詰問するが、憂郎はアンに指摘されるこのタイミングがくることを見抜いており、アンの体を狙っていた憂郎は好機とみなし「アンがなんでもいうことを聞くなら下の妹たちには手を出さない」と自分に都合のよい条件を取り付ける。アンは下劣な要求をした憂郎を訝しむがせっかくできた妹たちを守りたい思いから同意する。
さっそく憂郎に上着を来た状態で下着だけを外す要求をされたアンはすぐに取りかかり、服をつけたままでブラジャーを外してパンツを脱ぐ。そして更なる命令で上着とチュニックを自分の手で捲し上げて生乳を露出、股の開脚も実行させられ、当然パンツをはいていないことで股間を直に見せる羽目になり、その状態で「笑顔でピース」もさせられ、更にその状態を写真に撮られるなどアンは再三の恥辱を味わう。
二人は観覧車から出たが、アンは下着を取り外された状態で歩かされ、胸の部分などが揺れて不格好になるなど、身嗜みがおかしくなっており、その違和感と下着をつけていないのが周囲にばれるかもしれないという羞恥を味わいながらも、四人でコーヒーカップに乗る。妹たちを向かいに座らせ、憂郎はアンの隣に座るが憂郎はアンのスカートに連なるように鞄を置いて、鞄の下からアンのスカートの中に手を伸ばし、二人の妹からは死角になるところでパンツを履いていないアンの陰部に指を入れて、まさぐるという行為に出て、ついにアンに直接手を出す。憂郎は周囲にばれるわけにはいかないと我慢をするアンを面白がりながら辱め、周囲にばれないように配慮しながらも我慢ができなくなったアンをいかせることに成功。
コーヒーカップからのアトラクションから出て、再度二人きりになった憂郎とアンは妹たちを遠くに行かせ、自分たちは誰もいないお化け屋敷のスタッフルームに入り、いかせられた快感を残しながらもアンはフェラをしながらのパイズリをさせられる。憂郎は果てたと油断したが、実際にはまだまだ大丈夫であったことから、油断したアンは駅弁ファックで挿入させられてしまう。強情なアンを敢えて面白がり、アンは激しく出し入れをされて窓の外にいる人々にセックスを見せつけられるという公衆猥褻と呼べる恥辱をうけてしまうが、とうとう快感に堪え切れられずに絶頂を迎えてしまい憂郎に共順してしまう。
それ以来、妹を護ることもかねて毎日憂郎とセックスをするが、あるとき母親からアンに電話がくる。

アンの母親から憂郎との父と喧嘩をして「離婚するから戻ってこないか？」と告げられる。
一方、憂郎は下の妹二人と3Pにふけっていたが、そこに帰ってきたアンに約束を破ったことを糾弾されるものの、萌茄花から自分たちは全然嫌がっていないと真剣に諭され、アンも何も言わなくなるが、自分は本国に帰ることになったアンは精一杯憂郎をいかせて妹たちを諦めさせるためにセックスをして自分が上の立場と言わんばかりに憂郎を誘惑する。しかし、アンだけにいい思いはさせないと華乃子と萌茄花も一緒に入るが、ついにアンから「実の兄妹でそんなことはいけない！」と糾弾しながらも三人で憂郎をパイズリして快感を得てしまう。精液まみれになりながら互いの顔を舐めあいながらも「兄妹ではいけない」と言うが、萌茄花から「自分たちは血が繋がっていない」と告白され、不幸な経緯があったことを告げる。その話をしたことで気が楽になったのか、萌茄花はアンにキスをしたり性器をクンニするなどをしてスキンシップをはかり、華乃子もクンニや胸に吸い付いてアンを愛撫、そしていきそうになったところを妹たちに自分の口から憂郎を求めるべきと焚き付けられ憂郎を自分から要求して、憂郎も恥ずかしい言葉を浴びせながら挿入、そして妹たちにそれぞれ両胸を吸われながらアンは絶頂を迎える。いったん落ち着いたことで今度は華乃子と、そしてその次は萌茄花とセックスをしてそれぞれをいかせ、最後は三人と一辺にやり、仲良く果てた。
アンの母は憂郎と一緒にいるといわれたことに衝撃を受けたが、憂郎の父から諭されたことで反省をして、一緒に家にいくことを考える。
そして憂郎たちは今日も仲良く四人でセックスをしている。

### 登場人物
羽二重憂郎
本作の主人公。学生なのか、職に就いているのかもわからないが、兄妹で飯に困っていることもなく、四人で遊園地にいく余裕もあるなど、金銭は全く不自由していない。合意で義理とはいえ妹たちに手を出す節操のない男（ただし、これには後述の訳がある。）だが頭の切れるところもあり、女性を辱める術にたけており、自分と下の二人の妹の肉体関係を新しい家族となったアンに見抜かれるのを見越して、そのときに手を出さない条件としてアンの肉体を要求するなど、したたかな一面もあり、妹たちが身近にいても気付かれずにアンの陰部に指を入れていじり、周囲にばれないようにしているアンの感情や我慢を計算に入れながら、最後まで妹たちに気付かれないように、いかせるなど狡猾で手際もよく、比較的に長い間に下の二人の妹とアンに、ばれないようにそれぞれと肉体関係を持つなど緻密な行動力も持っており、また、恵まれた運を持っている。アンいわく、巨根。一度射精しただけでは崩れることはなく、むしろ更にペニスを勃起させるなど、精力も非常に強い。また、アンを駅弁ファックで持ち上げるなど、それなりに膂力もある。実は妹たちが母親のことで不幸があっていなくなり、自分達もどこかに行くべきと悟ってしまったところを「俺の嫁になってずっといないか」と引き止めたのが肉体関係の理由である。
羽二重アンジェリカ
本作のメインヒロイン。憂郎の一番目の妹。通称はアン。制服を着て学校に通う描写があることから高校生以下の年齢であると思われる。イギリス人の美少女で、スタイルのよい巨乳だが、憂郎が妹たちと肉体関係を持っているのを知った際にも、同じ妹である自分のことを性的な目でみていることに気づいていないなど、良くも悪くも自分の美貌には無自覚である。身持ちは固いが憂郎との初エッチを見る限りは処女ではなかった。就寝時はバスローブ一枚。丁寧語で話す真面目な性格であり、性的なことに抵抗感がないわけではないものの、憂郎が風呂の使い方を教える名目で一緒に入浴しようと誘われた際に大して疑わずに全裸になるなど天然な一面があり、遊園地の件で憂郎が自分の体を狙っているのがやっと分かり恥ずかしがるなど、どこか抜けている。ジェットコースターは得意な方である。小さいころに実の両親が離婚して一人だったので兄妹に憧れており、兄妹の多い今の家族を気に入っているが憂郎が妹たちに手を出しているのを知り、せっかく出来た兄妹のイメージを保ちたいことからやめさせようと躍起になる。遊園地にいき、二人きりになったところで話し合うが憂郎に丸め込まれてしまい、妹を護る条件もかねて毎日セックスをするようになった、そして後に家族の更なる事情を知る。
羽二重華乃子
憂郎の二番目の妹。長髪で眼鏡をかけており話し方が古風。萌茄花よりも年上だが、萌茄花の母親が一番目の再婚相手で自分の母親が二番目の再婚相手であったことから、憂郎との付き合いは萌茄花より短い、その母親は病気でなくなったとのこと。少々、暴力的な一面がある。自分に自信を持っており、萌茄花と違い、新しい姉妹（アン）ができたと知った時も、ライバル意識をもたず高を括っていた。アンがくるまでは憂郎にお尻にしかいれてもらえなかったらしいが、だんだん激しい絡みを見せるようになり萌茄花やアンを織り交ぜたレズセックスもするようになった。料理が上手。ジェットコースターは泣くほど苦手。なお自分達と憂郎の関係はアンにばれているとは思っていなかった。
羽二重萌茄花
憂郎の三番目の妹。短めのツインテールが特徴。妹たちの中では一番年下だが、自分の母親が最初の再婚相手であったことから古株である。なお、その母親は、家族はおろか、実の娘の自分さえも置いて違う男とどこかにいってしまったとのこと。華乃子同様、ジェットコースターは泣くほど苦手。当初はアンを恋敵とみなしていたが次第に認めるようになった。
憂郎の実父
下の名前は不明。子供たちに相談もなしに何度も再婚をするなど、息子に勝るとも劣らない節操無しで、息子からも「再婚で無闇に子供を増やすエロ親父」とよばれており、アンにも「日本では裸の付き合いで風呂に入って仲良くなるもの」と吹聴していた。そのうえ、憂郎とアンの初対面での待ち合わせも時間だけを教えて、会ったことのないアンの特徴を教えなかったなど、ズボラな面もあった。しかし人情味のある説教をすることもある。現在は外国に単身赴任している。ロベルタいわく、少々亭主関白のところがあるとのこと。
ロベルタ
アンの実母で憂郎の現在の母に当たる人物。料理が下手なようで憂郎の父とも、そのことで早速喧嘩をしたとのこと。アンとは二人で過ごしてきたことから母娘仲には自負があったが、アンが憂郎たちをとったことに落胆をして、憂郎の父から「娘の内面（寂しさ）を見抜けていなかったのではないか？」と諭され、反省をする。エッチシーンはなく強調もされていないが、アン同様の巨乳である。

## なかだし♡おかわり

### ストーリー
性行為に励んでいたカップルがいた。しかし、中出しをしてくれない彼氏に辟易した彼女は今度こそはとフェラをし、射精を促す。しかし彼氏はフェラをしてもらっている最中に射精してしまい、彼女は腰砕けな展開に泣いてしまい、話は終わる。

## リトル・ウィング

### ストーリー
学園を無愛想な顔で歩く女性がいた。保健医の橘である。婚約解消をされたということで周りから後ろ指をさされながら、自分の職場である保健室に戻ったが、そこには男子生徒、青山ヒロアキがいた。馴れ馴れしい言い方で毎日保健室に入り浸る青山を怒る橘であったが、自分を心配してくれた青山に思うところを見せる橘は、なぜ生徒たちの間で婚約解消の噂が広まっているのかを訪ねるが原因が婚約解消をした相手、桜井の彼女が言いふらしていたことを知る。あまりの事実に落胆をした橘に対し、青山は「ヤケセックスをしよう」と自分のペニスをさらけだしながら持ち掛け、橘はあまりの出来事に落胆していたのも忘れて動揺する。そこへ、桜井が保健室へきて、女子生徒の面倒を見てほしいと頼み込む。私情から良い印象を抱いていない橘だが、仕事だからととりあえずは話をきくものの、なぜか青山は橘のブラウスのボタンを外し、スカートをずりおろして下着姿にする。そしてブラジャーも外されて生乳をさらけ出す羽目になり、しまいには青山に両胸を揉まれてしまう橘だが、後姿を見せていることで桜井と女子生徒に今の状態がばれていないことには安堵するものの、それを悟られないようにする緊張感から、たどたどしくなり、また、青山にパンツを脱がされて、クンニされてしまい、更なる我慢を強いられながらも、桜井と話をするが、女子生徒と桜井のやり取りをみたことで、橘は女子生徒が橘の彼女であることが分かる。青山の執拗な愛撫と、女子生徒の陰険な態度に平静さを保てなくなった橘は、感情的になり桜井たちを追い出したものの、青山はそれを機と言わんばかりに、橘を正上位にして本格的なセックスを開始する。優しい言葉をかけ、女性的な魅力を認めた発言をする青山に、橘は自棄になった言い方をするが、青山は橘の眼鏡を外し、髪を下したことで橘をイメチェンさせる。一気に恥ずかしくなった橘は興奮から挿入されていた青山のペニスを締め付け、気持ちよくさせる。互いに気持ちよくなった二人は絶頂を迎えた。

### 登場人物
橘しおり
学校の保健医。
青山ヒロアキ
男子生徒。橘に気があり、よく保健室にくる。
桜井
橘の同僚教師で彼女の元婚約者。

## お手てつないで

### ストーリー
太田はクラスで堂々とカツアゲをされていた。お金がなかったことで代わりにゲームをとりあげられた太田は「それが嫌なら幼馴染の蜂須賀とやらせて、と言ってこい」と命令をする。太田は仕方なく蜂須賀のところへ行ったが、すぐに「用がないなら来るな、デブ」ときつい言い方でいなされてしまう。

### 登場人物
太田
小太りの男子生徒。今でこそ馬鹿にされてイジめられているが、昔はイジメられていたいた咲を助けるなど頼もしい性格であった。
蜂須賀咲
太田の幼馴染で同じ高校で同じクラスメート。小学生の頃は冴えない風貌のいじめられっ子だったが、現在は典型的なコギャルとなり、明るくなった。